# Isabella Andreini

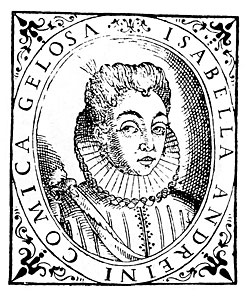
Isabela Andreini, Druck von 1588.

Isabella Andreini, geborene Isabella Canali, auch Isabella Da Padova (* 1562 in Padua; † 10. Juni oder 11. Juni 1604 in Lyon), war eine italienische Schauspielerin und Autorin.
Sie galt als schön, elegant und gebildet und war eine der berühmtesten Darstellerinnen ihrer Zeit. Andreini war Mitglied der Compagnia dei Comici Gelosi, einer einflussreichen Tourneetheatertruppe, die in den höchsten gesellschaftlichen Kreisen Italiens und Frankreichs auftrat. Berühmt in ihrer Zeit und ausgezeichnet sowohl für ihr Schauspiel als auch für ihren Charakter, wurde die Rolle der Isabella der Commedia dell’arte nach ihr benannt.
Sie war zudem bekannt für ihre Gelehrsamkeit, die sie in ihren schriftlichen Werken zeigte. Sie war eine der wenigen Frauen, die im Italien der Renaissance in eine literarische Akademie aufgenommen wurden: die Accademia degli Intenti in Pavia, der sie unter dem Pseudonym Accesa beitrat.

## Leben und Bühnenkarriere

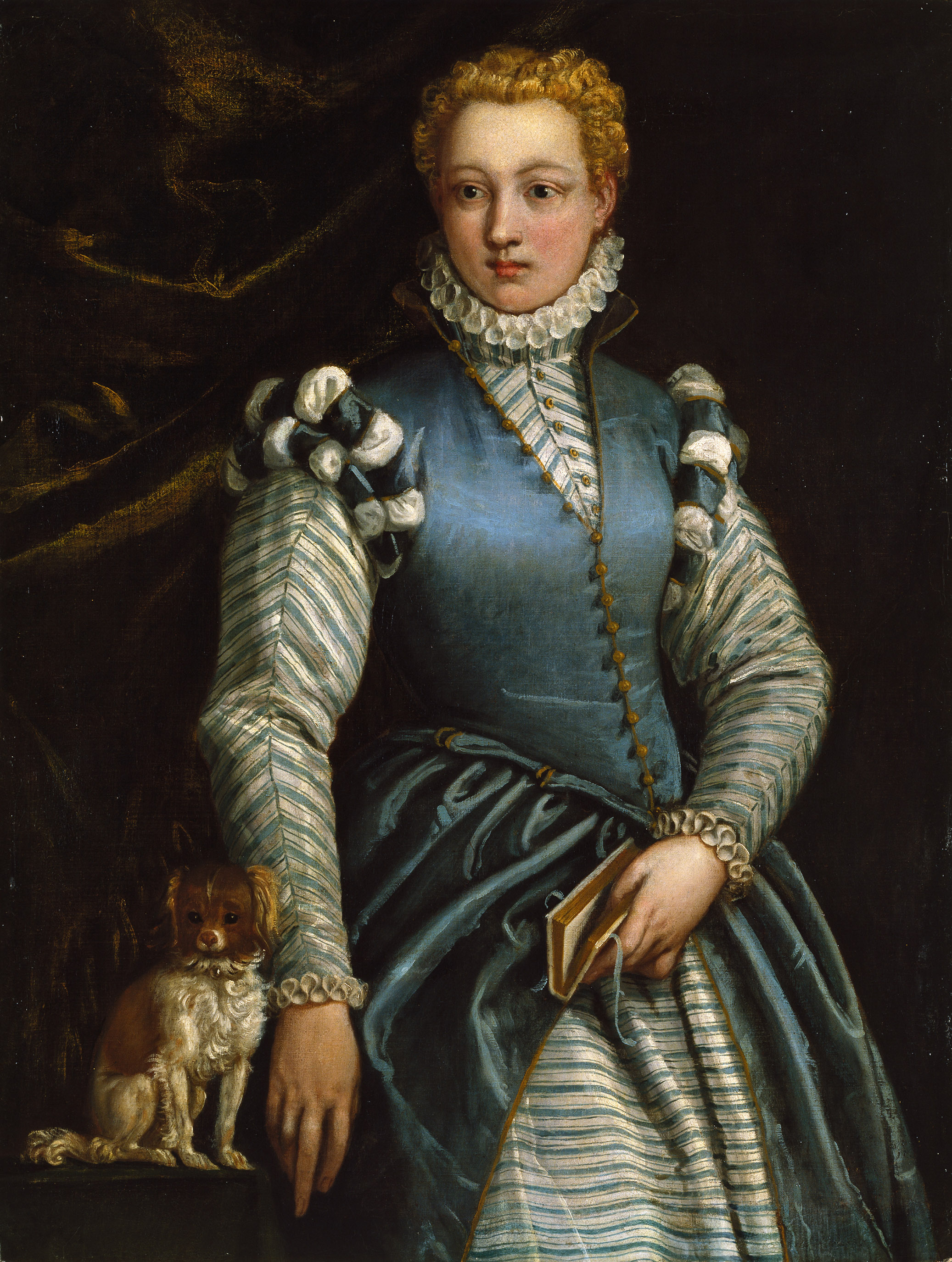
Portrait Paolo Veronese, welches Andreini zeigen soll, ca. 1585–1588.

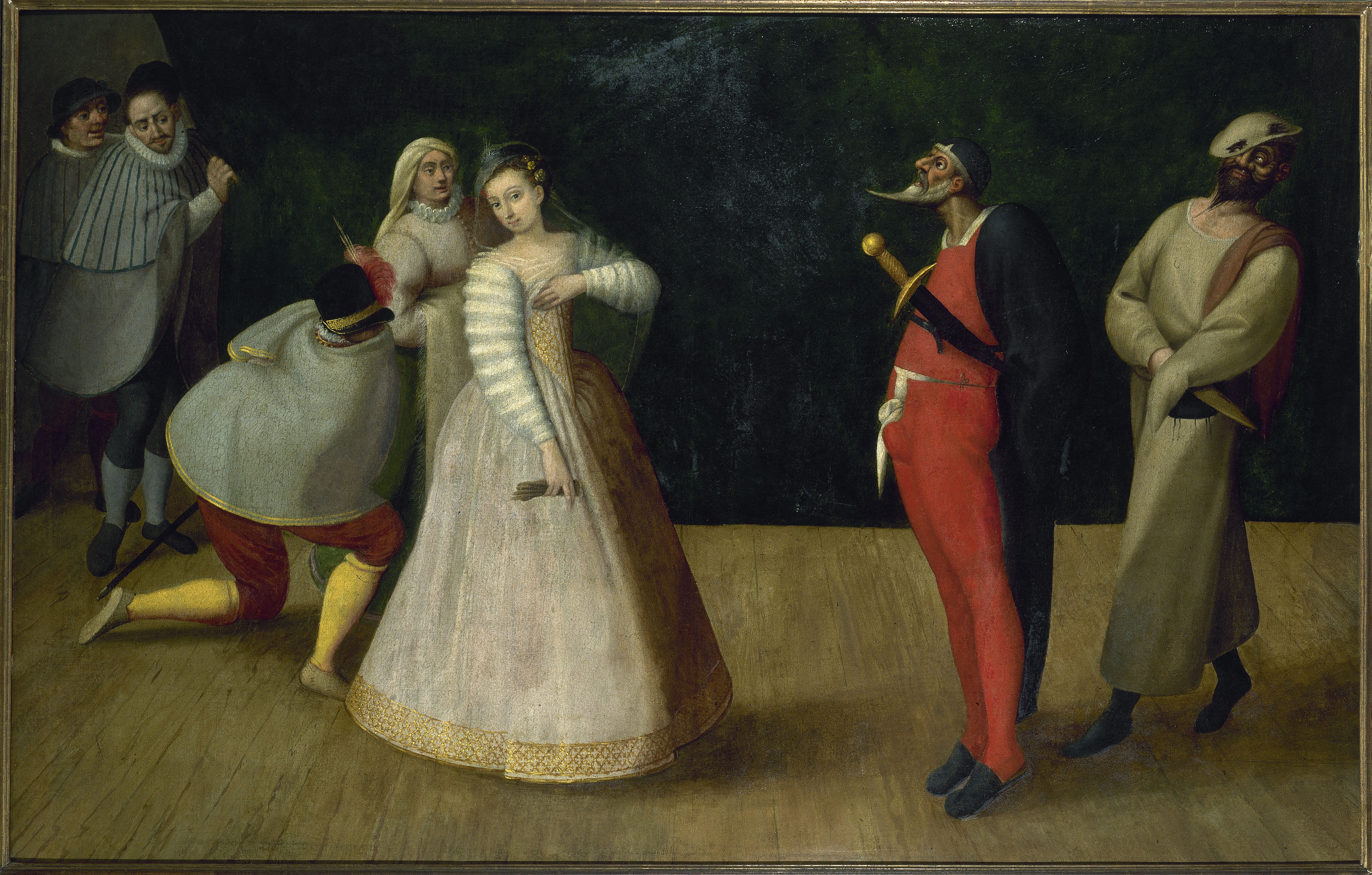
Eine Truppe der Commedia dell’arte, Flämisches Gemälde des späten 16. Jahrhunderts, Musée Carnavalet, Paris. Die Truppe wird allgemein als die Gelosi identifiziert und die weibliche Hauptdarstellerin als Isabella Andreini.

Andreini wurde in Padua als Kind einer venezianischen Familie geboren. Obwohl ihre Familie arm war, erhielt Andreini eine vollständige klassische Ausbildung. Sie war sehr an literarischer Kultur interessiert und wurde fließend in mehreren Sprachen, was sie auch in ihre Rollen einbrachte.
Im Jahr 1576, im Alter von vierzehn Jahren, wurde Andreini von der Truppe von Flaminio Scala, der Compagnia dei Comici Gelosi, angeheuert. Die Gelosi war eine gut etablierte Theatertruppe, die Commedia dell’arte aufführte und Andreini spielte bis zu ihrem Lebensende mit ihnen. Die Gelosi wurden von der norditalienischen Aristokratie gefördert und traten meist für den italienischen und französischen Adel auf. Heinrich III. von Frankreich war von der Truppe angetan, und Andreini trat in diesen frühen Jahren auch vor ihm auf.
Von Anfang an spielte Andreini vor allem die Rolle der verliebten Frau, der prima donna innamorata. Sie begann zu improvisieren, um einen Charakter zu schaffen, der weniger langweilig und mehr einfühlsam war. Sie formte die Rolle schließlich zu einer mit komödiantischen Einlagen und Spontaneität. Sie wagte für die damalige Zeit viel und zog sich manchmal auf der Bühne aus oder zerriss ihre Kleidung. Außerdem war Andreini für ihre schauspielerische Flexibilität bekannt, eine wichtige Fähigkeit für alle Commedia-dell’arte-Charaktere. Sie spielte dabei auch Männerrollen. Sie kreierte die Rolle des Fabrizio, einen transvestitischen Pagen, der in vielen Einstudierungen von Flaminio Scala verwendet wurde. Andreini wurde nachgesagt, dass sie drei verschiedene Charaktere in einem Stück spielte, was ihre Improvisationsfähigkeiten und ihr Talent unter Beweis stellte. Andreini spielte mit der Machtdynamik der Komik ihrer Charaktere und erreichte damit auch, dass sie in dieser Rolle eine Hauptdarstellerin wurde.
1578 heiratete sie Francesco Andreini, der 1589 Direktor der Gelosi wurde, und übernahm etwas ungewöhnlich seinen Familiennamen,  Andreini wurde sowohl die führende Darstellerin als auch eine wichtige Stimme innerhalb der Gelosi-Truppe. Gemeinsam mit ihrem Mann leitete sie die Aktivitäten der Truppe und verhandelte mit potenziellen Mäzenen.
Andreini bekam sieben Kinder, drei Jungen und vier Mädchen, während sie mit den Gelosi auf Tournee ging. Während ihr erstgeborener Sohn, Giambattista, die Theatertradition fortsetzte, wurden ihre anderen männlichen Kinder von der Aristokratie von Mantua aufgezogen, einer wurde Geistlicher im Kloster, ein anderer Gardist eines Herzogs. Sie war eine hingebungsvolle Mutter und verlässliche Ehefrau.
1589 führte Andreini ihr komisches Werk La Pazzia d’Isabella („Isabellas Wahnsinn“) für den Florentiner Hof während der Hochzeit von Ferdinando I. de’ Medici und Christine von Lothringen auf. Einzelheiten des meist improvisierten Stücks haben bis in die Neuzeit überlebt. In diesem Stück erschuf sie den Wahnsinn, indem sie mehrere Sprachen benutzte und dazu die Dialekte der anderen Figuren imitierte. 1599 spielte sie für den König von Frankreich, Heinrich IV. und seine Frau Maria de’ Medici. Zu diesem Zeitpunkt war Andreini bereits so bekannt, dass sie als „Star“ der Truppe angesehen wurde und die Gelosi von Maria de’ Medici in einem Brief als „die Schauspielerin Isabella und ihre Truppe“ bezeichnet wurden.
Mindestens zweimal trat Andreini auch mit anderen Truppen auf, mit den Confidenti in Genua im Jahr 1589 und mit den Uniti im Jahr 1601.
Im Jahr 1602 tourte Andreini durch Norditalien. 1603 trat sie erneut vor Heinrich IV., Maria de Medici und einem lokalen Publikum in Schloss Fontainebleau und Paris auf. Dies sollte ihre letzte Tournee sein, denn Anfang 1604 starb sie in der Nähe von Lyon, auf dem Rückweg nach Italien, als sie im Alter von 42 Jahren mit ihrem achten Kind schwanger eine Fehlgeburt erlitt. Nach einem öffentlichen Begräbnis in Lyon ihr zu Ehren wurden Gedenkmünzen geprägt, die sie auf der einen Seite als mächtige römische Herrscherin und auf der anderen als Fama, die Göttin des Ruhmes selbst, ergänzt um die Worte aeterna fama darstellen.
Francesco Andreini löste die Gelosi nach ihrem Tod auf, aber ihr Sohn Giambattista gründete mit den ehemaligen Mitgliedern der Gelosi seine eigene Theatertruppe, die Fedeli.

## Literarische Werke

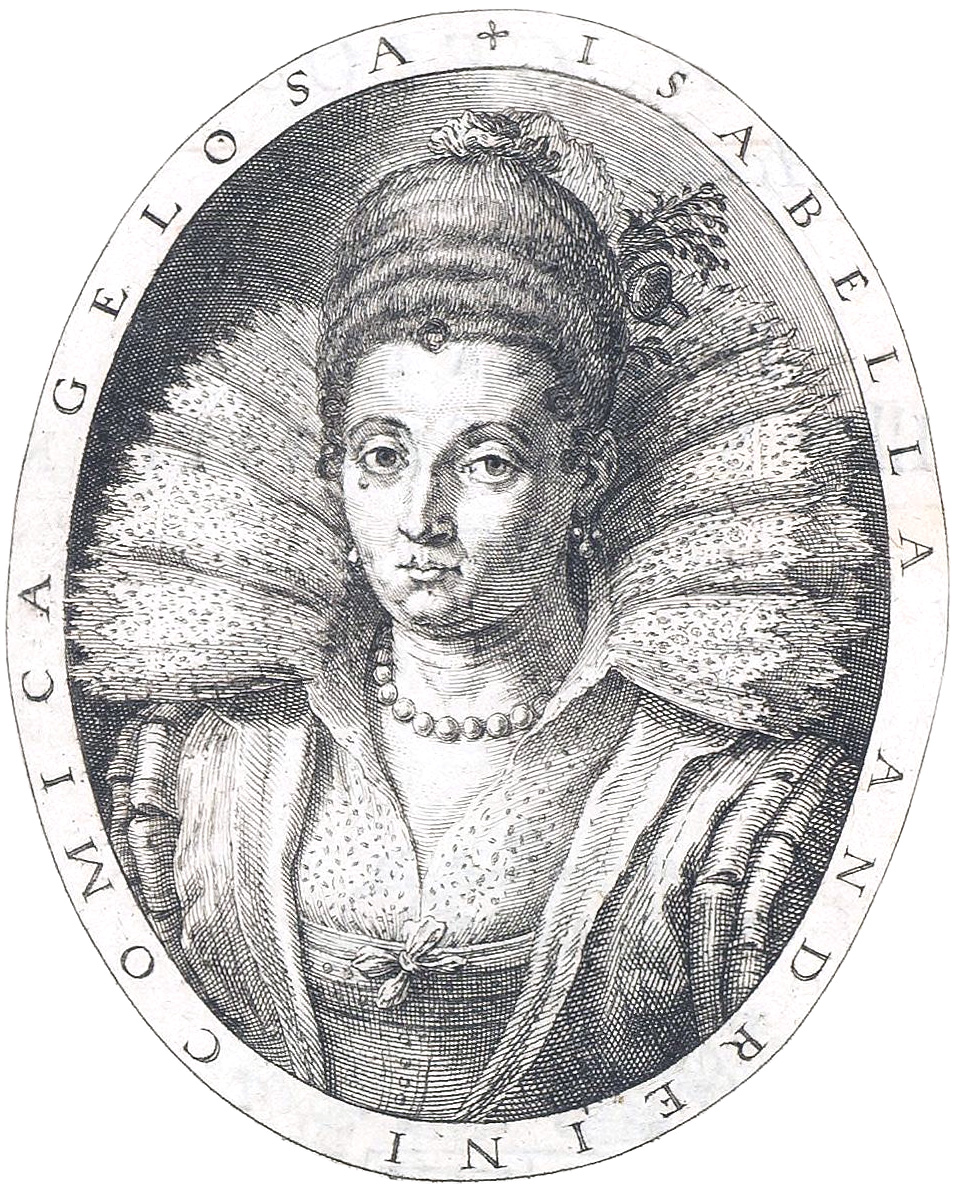
Rime Frontispiz, Gravur von Raphaël Sadeler, 1602

Neben ihrer Tätigkeit auf der Bühne war Isabella Andreini eine anerkannte Intellektuelle, die einen Großteil ihrer Zeit der Literatur widmete. Die Themen ihrer Stücke waren mit Andeutungen versetzt, die die Situation der Frau in der Gesellschaft jener Epoche in Frage stellten; sie schrieb ihre virtuosen Werke eher mit einer „männlichen“ Diktion. Mit der Veröffentlichung der „Hirtenfabel“ Mirtilla (1588) und der Gedichtsammlung Rime (1601) begann sie Korrespondenzen mit zeitgenössischen Intellektuellen wie Torquato Tasso, Gabriello Chiabrera und Giambattista Marino, die ihre poetischen Fähigkeiten priesen, und beteiligte sich an ihren Kreisen. 1601 wurde sie, ungewöhnlich für eine Frau der damaligen Zeit, unter dem Pseudonym Accesa in die literarische Gesellschaft  der Accademia degli Intenti in Padua aufgenommen.
Ihr Ehemann veröffentlichte weitere Werke posthum: Lettere (1607) und Fragmenti de alcune scritture (1616/17).

## Nachleben
Dichter und eine Reihe von Komponisten und Musikern hinterließen Tribute zu ihren Ehren.
Sie inspirierte vor allem französische Dichter, insbesondere Isaac du Ryer (1568–1634).
Andreinis Bühnenpräsenz und ihre Improvisationsgabe, gerade auch für die weiblichen Rollen der Commedia dell'arte, wirkte lange nach. Die Rolle der weiblichen Liebenden in der Commedia dell'arte wurde nach ihr als Isabella benannt und unter diesem Namen von späteren Schauspieltruppen geführt. Insbesondere diese haben sich dabei der posthum veröffentlichten Werke Rime, Parte seconda und Fragmenti de alcune scritture bedient.
Judy Chicago widmete ihr eine Inschrift auf den dreieckigen Bodenfliesen des Heritage Floor ihrer Installation The Dinner Party. Die mit dem Namen Isabella Andreini beschrifteten Porzellanfliesen sind dem Platz mit dem Gedeck für Isabella d’Este zugeordnet.

## Werke
- Mirtilla, eine Hirtenfabel, 1588
- Rime, eine Sammlung von 359 Gedichten (1601, in italienischer Sprache; 1603 in französischer Sprache)
- Rime..., Parte seconda., 1605, posthum
- Lettere di Isabella Andreini padovana comica gelosa, eine Sammlung fiktiver Korrespondenzen, über ihr persönliches Leben und die Kunst im Allgemeinen, die als Monologe auf der Bühne aufgeführt werden sollen, 1607, posthum
- Fragmenti de alcune scritture, von Francesco Andreini zusammengestellte Sammlung improvisierter Dialoge (contrasti) der Isabella-Rolle, 1616/17, posthum